# Cerotalis
Cerotalis is een geslacht van kevers uit de familie van de loopkevers (Carabidae). De wetenschappelijke naam van het geslacht is voor het eerst geldig gepubliceerd in 1867 door Castelnau.

## Soorten
Het geslacht Cerotalis omvat de volgende soorten:
- Cerotalis amabilis Sloane, 1890
- Cerotalis brachypleura Sloane, 1898
- Cerotalis longipes Sloane, 1898
- Cerotalis majuscula (Putzeys, 1868)
- Cerotalis semiviolacea Castelnau, 1867
- Cerotalis substriata Castelnau, 1867
- Cerotalis versicolor Castelnau, 1867